# Ключковиці-Оседле
Ключковиці-Оседле (пол. Kluczkowice-Osiedle) — село в Польщі, у гміні Ополе-Любельське Опольського повіту Люблінського воєводства.
Населення — 300 осіб (2011).

## Демографія
Демографічна структура станом на 31 березня 2011 року:
|          | Загалом | Допрацездатний вік | Працездатний вік | Постпрацездатний вік |
| -------- | ------- | ------------------ | ---------------- | -------------------- |
| Чоловіки | 144     | 25                 | 109              | 10                   |
| Жінки    | 156     | 27                 | 98               | 31                   |
| Разом    | 300     | 52                 | 207              | 41                   |